# Signe Scheel
Signe Scheel, född den 23 november 1860 i Hamar, död den 15 december 1942 i Oslo, var en norsk målare, syster till Herman Scheel.
Signe Scheel var elev av Krohg, av Gussow i Berlin samt av Dagnan-Bouveret och Puvis de Chavannes i Paris. Från 1884 deltog hon i de flesta av statens årliga expositioner och hade 1907, 1909 och 1914 egna utställningar i Kristiania. Hon målade med förkärlek interiörer, porträtt och då och då större religiösa kompositioner samt är representerad i statens konstmuseum och i de flesta norska och nordiska gallerier och större privatsamlingar.